# Giacomo de Angelis
Giacomo de Angelis (ur. 13 października 1610 w Pizie, zm. 15 września 1695 w Bardze) – włoski kardynał.

## Życiorys
Urodził się 13 października 1610 roku w Pizie. Studiował na Uniwersytecie Pizańskim, gdzie uzyskał doktorat utroque iure, a następnie został referendarzem Trybunału Obojga Sygnatur. 20 września 1660 roku został wybrany arcybiskupem Urbino, a 3 października przyjął sakrę. Po siedmiu latach zrezygnował z zarządzania archidiecezją, a przez kolejne dziewięć lat był wiceregentem Rzymu. 2 września 1686 roku został kreowany kardynałem prezbiterem i otrzymał kościół tytularny Santa Maria in Ara Coeli. Zmarł 15 września 1695 roku w Bardze.